# Iglesia de Nuestra Señora de la Asunción (Ocotal)
La iglesia de Nuestra Señora de la Asunción, en un templo religioso de culto católico, ubicado en la ciudad de Ocotal, departamento de Nueva Segovia en Nicaragua. Pertenece a la Diócesis de Estelí. Es un templo de estilo barroco-neoclásico

## Historia
Según las crónicas descritas por algunos pobladores de la ciudad, testimonios recopilados por el sacerdote Nicolás Antonio Madrigal y García quien fue párroco de este parroquia, expresan que el sacerdote Juan Mariano de Rivera quería en vida erigir un templo en honor de la Santísima Virgen María. El 12 de diciembre de 1792 murió el sacerdote dejando encargada la obra al Coronel José Miguel Irías y para ello una ofrenda de 2, 822.77 pesos plata (ahorros del cura para la obra). El terreno donde se construyó el templo fue donación de un feligrés. El sacerdote Miguel Fernández Lindo y su sacristan iniciaron la junta integrada por pobladores de la Nueva Reducción de Segovia. 
El edificio religioso fue construido inicialmente en 1803.
Las obras continuaron en 1868 y se terminaron en 1869.
Para 1805, don Pedro León Morales ya celebraba su primera Eucaristía en el templo de paredes bajas y frontispicio a la altura de la cumbrera, esta etapa de la construcción permaneció por un lapso de cincuenta años. se realizaron las obras de construcción de la torre y el frontispicio, las que se bendijeron en 1870.
En ese periodo el templo había sido construido solo con una torre; 
el sacerdote Nicolás Antonio Madrigal y García inició la construcción de la otra torre (lado norte del templo) que se inició en 1945-1947 quedando inconclusa y terminada en el año 2000 por la colaboración del Sr. Fabio Gadea Mantilla.
Los pilares que sostienen el artesonado del templo son de madera de pino y fueron colocados en abril de 1890. El artesonado fue obra del maestro Félix Quiñónez. El arco toral obra del sacerdote jesuita Mario José Valenzuela (1881). El piso del templo es un piso de ladrillo quemado y colocado en 1949.
El interior del templo está embellecido con una serie de retablos de tamaños que se complementan con la estructura. El retablo principal es obra de René Avendaño de origen leonés, fue establecido en homenaje a los 200 años de la colocación de la primera piedra; realizado en madera de cedro y con estilo neogótico, en él se ubica sencillamente la imagen de la patrona (Nuestra Señora de la Asunción). Se encuentran en el interior del mismo templo altares dedicados a santa Ana, Nuestra Señora del Rosario, Nazareno y la Dolorosa. Las estaciones del Viacrucis son una obra encargada al pintor matagalpino Norman Palacios y obsequio de Don Fabio Gadea Mantilla.
Este templo fue declarado Patrimonio Histórico Nacional.